# Dynamite out
《Dynamite out》（Dynamite out，Dynamite Out）是東京事變的第三張DVD，於2005年8月17日發行。發行當週即賣出3.1萬張，總計銷售額6.0萬張，名列2005年年度銷售榜第28位。初回限定為「出入口外盒仕樣」（同時可收納Dynamite in & out），另外此張DVD特別附贈「Dynamite in漫畫小冊（下）」，而漫畫小冊（上）則附贈在《Dynamite in》中。

## 簡介
此張DVD是收錄《東京事變 live tour 2005"dynamite!"》巡迴演唱會的演唱歌曲，主要是以2005年2月9日在名古屋國際會議中心所舉行的場次為主。
而本張DVD新曲「透明人間」於07月21日起獨家於MTV撥出完整版，於08月1日開始接受線上下載，於08月10日開始接受全曲視聽，DVD則於08月17日發行，台灣與日本同步於08月17日發行進口版。好景不常的是，本張DVD還沒發售之際，07月1日負責彈奏鋼琴的團員－H是都M、彈奏吉他的－晝海幹音宣布退隊，而官方網站也在同時發表訊息告訴歌迷，並且希望歌迷能夠期待第二期東京事變的來到。

## 曲目
1. 蘋果之歌（林檎の唄，A Song of Apples）
2. 入水心願（入水願い，The Suicide）
3. 遭難（A Distress）
4. Dynamite（ダイナマイト，Dyanmite）
原唱：Brenda Lee（Dynamite）
作詞：Tom Glazer　作曲：Mort Garson
5. 在這裡接吻（ここでキスして。，Kiss Me）
6. 臉（Faces）
7. If you can touch it（if you can touch it，If You Can Touch It）
原唱：晝海幹音
8. 祖國情感（母国情緒，Feelings for My Motherland）
9. 車伕（Taxi Driver）
原唱：美空雲雀
10. 哮月喪家犬（月に負け犬，Defeated Dog for Moonlight）
11. 同一夜（同じ夜，Ordinary Night）
12. 在現實中（現実に於て，Back to Earth）
13. 嘲笑現實（現実を嗤う，Laugh at Facts）
14. 推銷愛情（恋の売り込み，I'm Gonna Knock on Your Door）
原唱：Eddie Hodges（I'm Gonna Knock On Your Door）
作詞：Aaron Schroeder and Sid Wayne　作曲：Aaron Schroeder and Sid Wayne
15. 超級巨星（スーパースター，Super Star）
16. 透明人間（透明人間，Invisible Man）
17. 站前（A station）
18. Σ自由式（Σ～クロール，Σ / Crawl）
19. 丸內虐待狂（丸ノ内サディスティック，Marunouchi Sadistic）
20. 那個淑女的夜生活（その淑女ふしだらにつき，The Lady Is a Tramp）
原唱：Frank Sinatra（The Lady is a tramp）
作詞：Lorenz Hart　作曲：Richard Rodgers
21. 祭典騷動（御祭騒ぎ，The Carnival）
22. 服務（Service）
23. 群青日和（群青日和，Ideal Days for Ultramarine）
24. 心（Spiritual）
25. 夢醒之後（夢のあと，A Scar of Dreams）

## 銷售排行

### Oricon 銷售榜(日本)
| 發行日期                   | 排行榜                 | 最高排名 | 第一週銷售量 | 總銷售量 | 連續上榜次數 |
| -------------------------- | ---------------------- | -------- | ------------ | -------- | ------------ |
| 2005年8月17日 Dynamite out | Oricon DVD日銷售排行榜 | -        | -            | 60,249   | 18週         |
| 2005年8月17日 Dynamite out | Oricon DVD週銷售排行榜 | #2       | 31,208       | 60,249   | 18週         |
| 2005年8月17日 Dynamite out | Oricon DVD年銷售排行榜 | #28      | 60,249       | 60,249   | 18週         |

### 其他銷售榜
| 名稱                       | 排行榜 | 首週   | 首週   | 最高   | 最高   | 連續上榜次數 |
| 名稱                       | 排行榜 | 排 行  | 銷售量 | 排 行  | 銷售量 | 連續上榜次數 |
| -------------------------- | ------ | ------ | ------ | ------ | ------ | ------------ |
| 2005年8月17日 Dynamite out |        |        |        |        |        |              |
| Soundscan：DVD Top 20      | #1     | 28,324 | #1     | 28,324 | 4週    |              |

## 發行日期
| 國家 | 發行日期      | 發行形式        | 商品編號  | 定價      |
| ---- | ------------- | --------------- | --------- | --------- |
| 日本 | 2005年8月17日 | DVD             | TOBF-5401 | 4,800日圓 |
| 台灣 | 2005年8月17日 | DVD(進口初回盤) | TOBF-5401 | 1,179元   |

## 演唱會簡介
《東京事變 live tour 2005 "dynamite!"》為一期東京事變第一次大型巡迴演出，總共在十個城市舉辦十四場的演唱會，而舞台設有超大的水晶球，反射場內的燈光，再加上團員們精彩的演出，因此場場皆吸引爆滿的觀眾前往感受東京事變的魅力。
演唱會演唱的曲目以首張專輯《教育》為主，開場曲便是椎名林檎個唱時期最後一張單曲蘋果之歌的東京事變版本，有種向世人見識到什麼是東京事變要做的音樂之意味。而演唱會除了教育的曲目外，還有翻唱美空雲雀、畫海幹音、Eddie Hodges等歌曲、未發表的歌曲，甚至是椎名林檎個唱時期的作品，像是在這裡接吻、演唱會必唱的丸內虐待狂等歌曲也出現在演唱會中。
但是，好景不常，鋼琴手H是都M想回去爵士樂團繼續演奏，吉他手畫海幹音想繼續其個人生涯，東京事變被迫暫停任何演出，而他們說在巡迴演唱會前就已經做好這樣的決定了。

### 演出人員
東京事變第一期成員
　椎名林檎 - 主　唱・吉他手

　龜田誠治 - 貝斯手

　刄田綴色 - 鼓　手

　畫海幹音 - 吉他手

　Ｈ是都Ｍ - 鋼琴手

### 公演會場
| 日期          | 都道府縣 | 城市     | 場館               |
| ------------- | -------- | -------- | ------------------ |
| 日本          |          |          |                    |
| 2005年1月17日 | 愛媛縣   | 松山市   | 松山市民會館       |
| 2005年1月19日 | 廣島縣   | 廣島市   | 廣島厚生年金會館   |
| 2005年1月21日 | 石川縣   | 金澤市   | 石川厚生年金會館   |
| 2005年1月22日 | 京都府   | 京都市   | 京都會館           |
| 2005年1月25日 | 北海道   | 札幌市   | 北海道厚生年金會館 |
| 2005年1月27日 | 宮城縣   | 仙台市   | Sunplaza Hall      |
| 2005年1月31日 | 大阪府   | 大阪市   | 大阪市民會館       |
| 2005年2月1日  | 大阪府   | 大阪市   | 大阪市民會館       |
| 2005年2月3日  | 福岡縣   | 福岡市   | Sunpalace Hall     |
| 2005年2月4日  | 福岡縣   | 福岡市   | Sunpalace Hall     |
| 2005年2月8日  | 愛知縣   | 名古屋市 | 名古屋國際會議中心 |
| 2005年2月9日  | 愛知縣   | 名古屋市 | 名古屋國際會議中心 |
| 2005年2月15日 | 東京都   | 澀谷區   | 澀谷公會堂         |
| 2005年2月16日 | 東京都   | 澀谷區   | 澀谷公會堂         |

### 演出曲目
1. 蘋果之歌
2. 入水心願
3. 遭難
4. Dynamite
5. 在這裡接吻
6. 秘密
7. 臉
8. If you can touch it
9. 祖國情感
10. 車伕
11. 哮月喪家犬
12. 同一夜
13. 在現實中
14. 嘲笑現實
15. 推銷愛情
16. 超級巨星
17. 透明人間
18. 站前
19. Σ
20. 自由式
21. 丸內虐待狂
22. 那個淑女的夜生活
23. 祭典騷動
24. 服務
25. 群青日和
26. 心
27. 夢醒之後

1. 蘋果之歌
2. 入水心願
3. 遭難
4. Dynamite
5. 在這裡接吻
6. 秘密
7. 臉
8. If you can touch it
9. 祖國情感
10. 車伕
11. 哮月喪家犬
12. 同一夜
13. 在現實中
14. 嘲笑現實
15. 推銷愛情
16. 超級巨星
17. 透明人間
18. 站前
19. Σ
20. 自由式
21. 丸內虐待狂
22. 那個淑女的夜生活
23. 祭典騷動
24. 服務
25. 群青日和
26. 心
27. 夢醒之後
28. 莖

## 脚注